# Avanigadda
Avanigadda ist eine Stadt im Distrikt Krishna, Andhra Pradesh, Indien. 2011 hatte die Stadt 40.845 Einwohner.